# Morti nel 1971/Dicembre
| Questa pagina contiene informazioni ricavate automaticamente dalle voci biografiche con l'ausilio del template Bio e di un bot. L'aggiornamento è periodico e automatico e ricostruisce completamente la pagina. Se manca una persona in questa lista, sei pregato di non aggiungerla, ma accertati piuttosto che la sua voce biografica contenga il template Bio e che i dati anagrafici siano correttamente compilati. Se il template Bio manca, inseriscilo tu stesso o, in alternativa, metti l'avviso {{tmp\|Bio}} che ne segnala la mancanza. Se i dati riportati sono sbagliati, correggi direttamente la voce biografica; le modifiche saranno visibili in questa lista entro pochi giorni. Per chiarimenti vedi il progetto biografie. La lista contiene solo le 86 persone che sono citate nell'enciclopedia e per le quali è stato implementato correttamente il template Bio. Pagina aggiornata al 3 mar 2024. |

- 1º dicembre - Galeazzo Bolzoni, ciclista su strada e pistard italiano (n. 1891)
- 1º dicembre - Claudio Augusto Cavalcabò Fratta, nobile, giornalista e dirigente d'azienda italiano (n. 1882)
- 1º dicembre - Henryk Śniegocki, insegnante polacco (n. 1893)
- 2 dicembre - Sultanzade Ali Bey, principe ottomano (n. 1921)
- 2 dicembre - Anneliese Maier, filosofa tedesca (n. 1905)
- 3 dicembre - Donatella Della Nora, attrice italiana (n. 1935)
- 3 dicembre - Rafael Rivelles, attore spagnolo (n. 1897)
- 4 dicembre - Bernard Bruyère, egittologo francese (n. 1879)
- 4 dicembre - Al Ferguson, attore e regista irlandese (n. 1888)
- 4 dicembre - Ronald Sydney Nyholm, chimico australiano (n. 1917)
- 5 dicembre - Andrej Andreevič Andreev, rivoluzionario, politico e sindacalista sovietico (n. 1895)
- 5 dicembre - Gajto Gazdanov, scrittore russo (n. 1903)
- 6 dicembre - Matil'da Feliksovna Kšesinskaja, ballerina russa (n. 1872)
- 7 dicembre - Giacomo Fauser, ingegnere e chimico italiano (n. 1892)
- 7 dicembre - Ferdinand Pecora, avvocato e magistrato italiano (n. 1882)
- 7 dicembre - Fernando Quiroga y Palacios, cardinale e arcivescovo cattolico spagnolo (n. 1900)
- 9 dicembre - Ralph Bunche, politologo e diplomatico statunitense (n. 1903)
- 9 dicembre - Giuseppe Carlo Catalano, prefetto e politico italiano (n. 1880)
- 9 dicembre - Mahendra Nath Mulla, militare indiano (n. 1926)
- 9 dicembre - Ira S. Webb, produttore cinematografico, scenografo e sceneggiatore statunitense (n. 1899)
- 10 dicembre - Don Marino Barreto Junior, cantautore e contrabbassista cubano (n. 1925)
- 10 dicembre - Gotthard Heinrici, generale tedesco (n. 1886)
- 11 dicembre - Hans Ebensperger, pittore italiano (n. 1929)
- 11 dicembre - Ines Maria Ferraris, soprano e pianista italiana (n. 1882)
- 11 dicembre - Arnold Perl, regista, sceneggiatore e produttore cinematografico statunitense (n. 1914)
- 11 dicembre - Clemente Tafuri, pittore e illustratore italiano (n. 1903)
- 12 dicembre - Pierre Albrecht, cestista svizzero (n. 1926)
- 12 dicembre - Luigi Castagno, politico e sindacalista italiano (n. 1893)
- 12 dicembre - Max Mell, poeta e drammaturgo austriaco (n. 1882)
- 12 dicembre - Astolfo Moretti, politico italiano (n. 1910)
- 12 dicembre - Alan Morton, calciatore scozzese (n. 1893)
- 12 dicembre - Lina Poletti, scrittrice italiana (n. 1885)
- 12 dicembre - Aharon Reuveni, scrittore israeliano (n. 1886)
- 12 dicembre - David Sarnoff, imprenditore statunitense (n. 1891)
- 12 dicembre - Frank Wolff, attore statunitense (n. 1928)
- 13 dicembre - François Augiéras, scrittore francese (n. 1925)
- 13 dicembre - Dita Parlo, attrice tedesca (n. 1906)
- 15 dicembre - Paul Lévy, matematico e statistico francese (n. 1886)
- 15 dicembre - Dick Tiger, pugile nigeriano (n. 1929)
- 17 dicembre - Bino Cicogna, produttore cinematografico, sceneggiatore e nobile italiano (n. 1935)
- 17 dicembre - Elemér Szathmáry, nuotatore ungherese (n. 1926)
- 18 dicembre - Bobby Jones, golfista statunitense (n. 1902)
- 18 dicembre - Diana Lynn, attrice statunitense (n. 1926)
- 18 dicembre - Aleksandr Tvardovskij, poeta sovietico (n. 1910)
- 19 dicembre - Jackie Moreland, cestista statunitense (n. 1938)
- 20 dicembre - Amerigo Bartoli Natinguerra, pittore e scrittore italiano (n. 1890)
- 20 dicembre - Roy O. Disney, imprenditore statunitense (n. 1893)
- 20 dicembre - Shigeyoshi Suzuki, allenatore di calcio e calciatore giapponese (n. 1902)
- 21 dicembre - Andreas Fridolin Weis Bentzon, etnomusicologo e antropologo danese (n. 1936)
- 21 dicembre - Teresio Chiodi, calciatore italiano (n. 1912)
- 21 dicembre - Eugen Kling, calciatore tedesco (n. 1899)
- 21 dicembre - Gábor Urbancsik, calciatore e allenatore di calcio ungherese (n. 1907)
- 22 dicembre - Paul Brochart, velocista belga (n. 1899)
- 22 dicembre - Walter Byron, hockeista su ghiaccio canadese (n. 1894)
- 22 dicembre - Austin Clapp, nuotatore e pallanuotista statunitense (n. 1910)
- 22 dicembre - Nunzio Cossu, poeta e scrittore italiano (n. 1915)
- 22 dicembre - Innocente Dugnani, politico italiano (n. 1902)
- 22 dicembre - Telesforo Fini, imprenditore italiano (n. 1888)
- 22 dicembre - Fred Guy, suonatore di banjo e chitarrista statunitense (n. 1897)
- 22 dicembre - Harry Reynolds, montatore statunitense (n. 1901)
- 23 dicembre - Alberto Ancilotto, regista italiano (n. 1902)
- 23 dicembre - Alessandro Cagno, pilota automobilistico e pioniere dell'aviazione italiano (n. 1883)
- 23 dicembre - Annibale Fada, politico italiano (n. 1926)
- 23 dicembre - Carlo Jachino, compositore italiano (n. 1887)
- 23 dicembre - Livio Lorenzon, attore italiano (n. 1923)
- 24 dicembre - Arturo Checchi, pittore italiano (n. 1886)
- 26 dicembre - Antonio Fois, militare italiano (n. 1953)
- 26 dicembre - Robert Lowery, attore statunitense (n. 1913)
- 26 dicembre - Joseph Helffrich, astronomo tedesco (n. 1890)
- 26 dicembre - Luigi Venerandi, carabiniere italiano (n. 1892)
- 27 dicembre - Al Grygo, giocatore di football americano statunitense (n. 1918)
- 28 dicembre - Antonino De Leo, botanico italiano (n. 1906)
- 28 dicembre - Burt Gillett, regista, animatore e sceneggiatore statunitense (n. 1891)
- 28 dicembre - Amedeo Sollazzo, sceneggiatore italiano (n. 1931)
- 28 dicembre - Max Steiner, compositore austriaco (n. 1888)
- 29 dicembre - Alessandro Marco Barnabò, imprenditore italiano (n. 1886)
- 29 dicembre - Stuart Holmes, attore statunitense (n. 1884)
- 29 dicembre - Dorys Mary Stenton, storica inglese (n. 1894)
- 29 dicembre - Arnaldo Porta, calciatore brasiliano (n. 1896)
- 30 dicembre - Jozef Maria Laurens Theo Cals, politico olandese (n. 1914)
- 30 dicembre - Dorothy Comingore, attrice statunitense (n. 1913)
- 30 dicembre - Vinicio Paladini, architetto e pittore italiano (n. 1902)
- 31 dicembre - Benvenuto Bertoni, funzionario italiano (n. 1889)
- 31 dicembre - Pete Duel, attore statunitense (n. 1940)
- 31 dicembre - Lucien Hubbard, sceneggiatore e produttore cinematografico statunitense (n. 1888)
- 31 dicembre - Marin Sais, attrice statunitense (n. 1890)